# Тюменов, Намазалы
Намазалы́ Тюме́нов (кирг. Намазалы Түмөнов; 15 декабря 1927, Дён-Талаа, Киргизская АССР) — бригадир плотников Балыкчинского строительно-монтажного управления треста «Чуйпромстрой» Министерства строительства Киргизской ССР. Герой Социалистического Труда (1971).

## Биография
Родился в 1927 году в крестьянской семье в селе Дён-Талаа (ныне — Тонский район Иссык-Кульской области).
С 1948 года трудился плотником в строительно-монтажном управлении треста «Чуйпромстрой» в городе Рыбачье. С 1956 года возглавлял бригаду плотников в этом же управлении.
Бригада Намазалы Тюменова досрочно выполнила производственные планы Восьмой пятилетки (1966—1979) на 117,3 %. Указом Президиума Верховного Совета СССР от 7 мая 1971 года удостоен звания Героя Социалистического Труда с вручением ордена Ленина и золотой медали «Серп и Молот».
С 1987 года — персональный пенсионер союзного значения. Проживал в городе Рыбачье.